# Antonio José Ramírez Salaverría
Antonio José Ramírez Salaverría (Cariaco, estado Sucre, 31 de octubre de 1917 – Maturín, estado Monagas, 28 de junio de 2014) fue un obispo católico venezolano. Fue el primer obispo de la Diócesis de Maturín.

## Biografía
Nació en Cariaco el 31 de octubre de 1917. Hizo sus estudios sacerdotales en el Seminario Menor de Cumaná y en el Seminario Interdiocesano de Caracas. El 14 de julio de 1940 es ordenado sacerdote y ejerció de párroco en Cumaná. Es consagrado obispo el 14 de septiembre de 1958 por el arzobispo Raffaele Forni, quien era entonces el nuncio apostólico en Venezuela. El 26 de octubre de ese año toma posesión canónica de la recién creada Diócesis de Maturín.
Ramírez Salaverría asistió a dos sesiones del Concilio Vaticano II como padre conciliar. La primera fue en 1962 y la segunda en 1963.
Durante su obispado, su mayor obra fue la construcción de la Catedral de Maturín, la cual pudo consagrar el 23 de mayo de 1981.
El 7 de mayo de 1994 se retira del obispado. Posteriormente se le dio el título de obispo emérito de Maturín.
En octubre de 2013, Ramírez Salaverría fue declarado Patrimonio Cultural Viviente del estado Monagas por la gobernadora Yelitza Santaella.
Antonio José Ramírez Salaverría murió en Maturín el 28 de junio de 2014, a los 96 años. Sus restos se encuentran enterrados en una cripta ubicada en el lado derecho del altar mayor de la Catedral de Maturín.